# 김봉열 (1935년)
김봉열(1935년 11월 15일 ~ )은 대한민국의 정치인이다. 제43·44·45대 영광군수를 역임했다.

## 역대 선거 결과
|  | 39.53% |

|  | 46.35% |

|  | 32.32% |